# Centrale de Chhabra
La centrale de Chhabra est une centrale thermique alimentée au charbon située dans l'état du Rajasthan en Inde.